# Face to Face (álbum de The Kinks)
Face to Face es el cuarto álbum de estudio de la banda inglesa de rock The Kinks, lanzado en octubre de 1966. El álbum marcó un cambio del estilo duro de beat que había catapultado al grupo a la aclamación internacional en 1964. Es su primer álbum que consiste enteramente en composiciones de Ray Davies, y también ha sido considerado por los críticos de rock como el primer álbum conceptual. El álbum se incluyó en la "Biblioteca básica de discos" de Robert Christgau de grabaciones de los años 50 y 60, publicado en Christgau's Record Guide: Rock Albums of the Seventies (1981). El álbum se incluyó en el libro 1001 discos que hay que escuchar antes de morir.

## Contexto
Ray Davies sufrió una crisis nerviosa justo antes de las principales sesiones de grabación del álbum. En contraste con el anterior sonido "obsceno" de la banda, había comenzado a introducir un estilo de escritura nuevo y más suave que el año anterior con composiciones como "A Well Respected Man" y "Dedicated Follower of Fashion". En julio de 1966, el sencillo "Sunny Afternoon", también escrito en ese estilo, alcanzó el número 1 en la UK Singles Chart, y la popularidad de la canción demostró a los gerentes de Davies y The Kinks que el grupo podría encontrar el éxito con este estilo de composición. El nuevo álbum seguiría este patrón, al igual que la producción grabada del grupo durante los próximos cinco años. El período 1966-1971 inaugurado por este álbum se llamaría más tarde "golden age" de Davies y The Kinks.[9]  .
Los historiadores del rock han acreditado el álbum como posiblemente uno de los primeros álbum conceptual de rock/pop, con el tema común suelto de la observación social. En la concepción original del álbum, Ray Davies intentó unir las canciones con efectos de sonido, pero se vio obligado por Pye Records para volver al formato de álbum más estándar antes del lanzamiento del álbum. Se mantienen algunos efectos, como en "Party Line", "Holiday in Waikiki", "Rainy Day in June" y en canciones no incluidas en el álbum final ("End of the Season", "Big Black Smoke").

## Grabación y producción
"I'll Remember" fue la primera pista del álbum, habiendo sido grabada en octubre de 1965 durante las sesiones de The Kink Kontroversy. Otras dos canciones grabadas durante las sesiones Face to Face, "This Is Where I Belong" y "She's Got Everything", finalmente se lanzaron como lados B en 1967 y 1968, respectivamente. Ambas canciones finalmente aparecieron en el álbum recopilatorio estadounidense de 1972 The Kink Kronikles. Pete Quaife abandonó temporalmente la banda antes de junio-julio. 1966 sesiones de grabación; solo se puede confirmar que su reemplazo John Dalton tocará en la pista "Little Miss Queen of Darkness". Problemas contractuales retrasaron el lanzamiento del álbum durante varios meses después de que se completó la grabación; Ray Davies también estaba en conflicto con Pye por la portada del álbum final, cuyo tema de psicodélico más tarde sintió que era inapropiado.
Dos canciones de Face to Face, aunque escritas por Ray Davies, fueron originalmente grabadas y lanzadas por otras bandas británicas en los meses previos al lanzamiento de este álbum. The Pretty Things tuvo un éxito menor en el Reino Unido en julio de 1966 con "A House in the Country", que alcanzó el puesto 50; su entrada final en la lista de singles del Reino Unido. Herman's Hermits, mientras tanto, tomó su versión de "Dandy" entre los diez primeros en varios países (incluido el número 5 en los EE. UU. y el número 1 en Canadá), a partir de septiembre de 1966. The Rockin' Vickers también grabó una versión de "Dandy " que lanzaron como single en diciembre de 1966 tanto en el Reino Unido como en los Estados Unidos. A pesar de lo que dicen las notas de portada de The Rockin' Vickers The Complete, la canción "Little Rosy" no fue escrita por Ray Davies

## Lista de canciones
Todas las canciones están escritas por Ray Davies, excepto "Party Line" de Ray y Dave Davies. Duración de las pistas por AllMusic.
Cara 1
1. "Party Line" –  2:35
2. "Rosy Won't You Please Come Home" –  2:34
3. "Dandy" –  2:12
4. "Too Much on My Mind" –  2:28
5. "Session Man" –  2:14
6. "Rainy Day in June" –  3:10
7. "A House in the Country" –  3:03

Cara 2
1. "Holiday in Waikiki" –  2:52
2. "Most Exclusive Residence for Sale" –  2:48
3. "Fancy" –  2:30
4. "Little Miss Queen of Darkness" –  3:16
5. "You're Lookin' Fine" –  2:46
6. "Sunny Afternoon" –  3:36
7. "I'll Remember" –  2:27

## Personal
Según el investigador de bandas Doug Hinman, excepto donde se indique:
The Kinks
- Ray Davies –  voz principal y coros, guitarras; Director musical, arreglos[nb 1]
- Dave Davies –  coros, guitarras; voz principal ("Party Line"); arreglos[nb 1]
- Pete Quaife –  bajo
- Mick Avory –  batería

Músicos adicionales
- John Dalton –  bajo ("Little Miss Queen of Darkness")
- Rasa Davies –  coros ("Sunny Afternoon")
- Nicky Hopkins –  piano, clavicémbalo; melodica ("Sunny Afternoon")

Producción
- Shel Talmy –  producción[nb 1]
- Alan MacKenzie –  ingeniero
- Alan O'Duffy[nb 2] –  ingeniero asistente

## Posición en las listas de éxitos
| Lista (1966–67)                      | Posición más alta |
| ------------------------------------ | ----------------- |
| Noruega (VG-lista)                   | 9                 |
| UK Melody Maker Top Ten LPs          | 8                 |
| UK Record Retailer LPs Chart         | 12                |
| US Billboard Top LPs                 | 135               |
| US Cash Box Top 100 Albums           | 57                |
| US Record World 100 Top LPs          | 47                |
| West German Musikmarkt LP Hit Parade | 12                |